# Павел II (митрополит Сарский)
Митрополит Павел II — епископ Русской церкви, митрополит Сарский и Подонский (1635—1636), архиепископ Псковский и Изборский (1623—1626).
С сентября 1612 года — архимандрит Московского Симонова монастыря.
С августа 1613 года — архимандрит Новгородского Антониева монастыря.
12 октября 1623 года хиротонисан во епископа Псковского и Изборского с возведением в сан архиепископа.
31 декабря 1626 года возведён в сан митрополита Сарского и Подонского.
10 июня 1635 года в церкви Николы Явленного в Москве встречал тело Василия Шуйского (из Литвы).
Скончался в 1636 году. Погребён в Крутицкой Воскресенской Крестовой церкви.